# Leichtathletik-Weltmeisterschaften 2023/Teilnehmer (Kasachstan)
| Goldmedaillen | Silbermedaillen | Bronzemedaillen |
| ------------- | --------------- | --------------- |
| —             | —               | —               |

Der Leichtathletikverband von Kasachstan nahm an den Leichtathletik-Weltmeisterschaften 2023 in Budapest mit acht Athleten teil.

## Ergebnisse

### Frauen

#### Laufdisziplinen
| Athletin             | Disziplin        | Vorlauf     | Vorlauf | Halbfinale | Halbfinale | Finale | Finale |
| Athletin             | Disziplin        | Zeit        | Platz   | Zeit       | Platz      | Zeit   | Platz  |
| -------------------- | ---------------- | ----------- | ------- | ---------- | ---------- | ------ | ------ |
| Daisy Jepkemei       | 3000 m Hindernis | 9:46,23 min | 30      | DNQ        | DNQ        | –      | –      |
| Caroline Kipkirui    | 10.000 m         | –           | –       | –          | –          | DNF    | DNF    |
| Schanna Mamaschanowa | Marathon         | –           | –       | –          | –          | DNF    | DNF    |
| Galina Jakuschewa    | 35 km Gehen      | –           | –       | –          | –          | DNF    | DNF    |

#### Sprung/Wurf
| Athlet                  | Disziplin  | Qualifikation | Qualifikation | Finale     | Finale |
| Athlet                  | Disziplin  | Weite/Höhe    | Platz         | Weite/Höhe | Platz  |
| ----------------------- | ---------- | ------------- | ------------- | ---------- | ------ |
| Nadeschda Dubowizkaja   | Hochsprung | 1,89 m        | 11            | 1,90 m     | 9      |
| Jelisaweta Matwejewa    | Hochsprung | 1,80 m        | 29            | DNQ        | DNQ    |
| Kristina Owtschinnikowa | Hochsprung | 1,85 m        | 25            | DNQ        | DNQ    |

### Männer

#### Laufdisziplinen
| Athletin       | Disziplin    | Vorlauf | Vorlauf | Halbfinale | Halbfinale | Finale | Finale |
| Athletin       | Disziplin    | Zeit    | Platz   | Zeit       | Platz      | Zeit   | Platz  |
| -------------- | ------------ | ------- | ------- | ---------- | ---------- | ------ | ------ |
| Dawid Jefremow | 110 m Hürden | 13,78 s | 36      | DNQ        | DNQ        | –      | –      |